# 吉備文化財修復所
吉備文化財修復所（きびぶんかざいしゅうふくじょ）は、埼玉県さいたま市にある仏像を中心とした古典彫刻の修復をしている工房である。昭和63年(1988年)10月20日に設立して以来、約200体の仏像を修復している。仏像以外にも宮内庁の儀式用具や近代作家の彫刻まで幅広く修復している。

## データ
- 名称：吉備文化財修復所
- 所在地：埼玉県さいたま市北区植竹町1丁目587番地5
- 所長：牧野隆夫
- 協力会社：有限会社東北古典彫刻修復研究所（平成15年設立）

## 修復実績
以下、主なもののみ。
- 国清寺蔵　釈迦如来坐像（伊豆の国市指定文化財）
- 修禅寺蔵　観音菩薩坐像、大黒天坐像
- 霊山寺蔵　千手観音像、二十八部衆（静岡県指定文化財）
- 旧桑原薬師堂蔵　十二神将像他（静岡県指定文化財）